# Júlio de Castilho
Júlio de Castilho (Lisboa, 30 de abril de 1840 - Lisboa., 8 de febrero de 1919) fue un periodista, poeta, escritor y político portugués, hijo del escritor António Feliciano de Castilho. Se distinguió como olisipógrafo, publicando varias obras sobre la ciudad de Lisboa y reuniendo a una importante colección personal de documentos sobre el tema, ahora depositados en la Biblioteca Nacional de Lisboa.

## Biografía
Hijo del escritor António Feliciano de Castilho y de su segunda esposa, Ana Carlota Xavier Vidal de Castilho, hermano del militar y político Augusto de Castilho, concluyó en la Universidad de Coímbra los estudios sobre literatura, antes de embarcarse en la vida literaria, el periodismo, la poesía y varias obras de carácter histórico y bio-bibliográficas. Fue el primer oficial de la Biblioteca Nacional de Lisboa que desarrolló varios proyectos de investigación en el campo de la literatura y biografía.
Fue corresponsal literario en Lisboa del Diário Oficial do Rio de Janeiro. Sus textos se publicaban generalmente en las ediciones de los domingos, destacando por la variedad y la elección de los temas científicos y literarios, la elegancia y el estilo. Como periodista trabajó en distintos medios, entre ellos, Arquivo Pitoresco (1857-1868), en la Revista Contemporânea de Portugal e Brasil  (1859-1865), Gazeta Literária do Porto (1868), O Occidente (1878-1915) y A semana de Lisboa (1893-1895).
Sus actividades como periodista le acercaron a la actividad política. Fue nombrado gobernador civil de Horta, cargo que ocupó brevemente entre octubre de 1877 y octubre de 1878. En 1906 se le encomendó la formación en historia y literatura portuguesa del príncipe Luis. También fue cónsul de Portugal en Zanzíbar.
En otras instituciones, fue miembro de la Asociación de Arquitectos y Arqueólogos Portugueses y académico correspondiente de la Academia de las Ciencias de Lisboa, el Instituto de Coímbra, del Gabinete Portugués de Lectura de Pernambuco y el Instituto Vasco de Gama.

## Obras publicadas
Júlio de Castilho es autor de un vasto conjunto de obras, así como de centenares de artículos dispersos por la prensa de la época. Algunos de sus títulos más representativos ordenados cronológicamente son:
| - Estudos sobre Camões, 1863; - O senhor António Feliciano de Castilho e o senhor Anthero do Quental, Lisboa, 1865. - Memórias dos vinte anos, fragmento, Lisboa, 1866 (una obra que mereció la crítica favorables de Júlio César Machado y Jacinto Augusto de Freitas Oliveira, en Revolução de Setembro, de noviembre de 1867, y de Pinheiro Chagas, en Annuario do Archivo Pittoresco, del mismo mes y año); - Primeiros versos, Paris, 1867; - Antonio Ferreira, poeta quinhentista, estudos biographico litterarios, seguidos de excerptos do mesmo autor, Lisboa, 1875, 3 volúmenes; - D. Ignez de Castro, drama en cinco actos en verso, Lisboa, 1875; seguido de notas históricas y de una monografía acerca de Inês de Castro; - O ermiterio, collecção de versos, Lisboa, 1876; - Requerimento a sua magestade el-rei pedindo a abolição das touradas em Portugal, Lisboa, 1876 (presentado en nombre de la Sociedade Protectora dos Animais); - Relatorio apresentado à Junta Geral do districto administrativo de Horta, pelo governador civil, visconde de Castilho, publicado en 1877; - Lisboa antiga (O Bairro Alto), Lisboa, 1879 (reeditado en 1903); - Lisboa antiga (Bairros orientaes), tomo I y II; Imprenta de la Universidad de Coímbra, 1884; tomos III y IV en 1885; tomo V, 1887; tomo VI, 1889; tomo VII, 1890; - Memorias de Castilho, tomo I (de 1800 a 1822); tomo II (de 1822 a 1831); ... después continada en el periódico O Instituto de Coimbra); | - Os ultimos trinta annos, traducción de la obra de Cesare Cantù; Lisboa, 1880; - Jesu Christo, traducción de la obra de Louis Veuillot; Paris, 1881; - O archipelago dos Açôres, Lisboa, 1886; - Ilhas Occidentaes do Archipelago Açoriano, Lisboa, 1886; - Manuelinas (cancioneiro), Lisboa, 1889; - Apontamentos para o elogio historico do Ill.mo e Ex.mo Sr. Iqnacio de Vilhena Barbosa, lidos na sessão solemne da Real Associação dos Architectos e Archeologos portuguezes em 10 de maio de 1891, Lisboa, 1891; - A ribeira de Lisboa, descrição historica da margem do Tejo desde a Madre de Deus até Santos-o-Velho, Lisboa, 1893; - D. António da Costa, quadro biographico litterario, Lisboa, 1895; - O christianismo e o operariado, conferência na Associação Protectora dos Operários em 27 de abril de 1897, Lisboa, 1897; - Elogio historico do arquitecto Joaquim Possidonio Narciso da Silva, proferido em sessão solemne da Real Associação dos Architectos e Archeologos portuguezes em 28 de Março de 1897, Lisboa, 1897; - A mocidade de Gil Vicente, o poeta, quadros da vida portugueza nos séculos XV e XVI, Lisboa, 1897; - Amores de Vieira Lusitano, Lisboa, 1901; - Os dois Plinios (Estudos da vida romana), Lisboa, 1906. |